# Ziftā
Ziftā es un distrito de la gobernación de Occidental, Egipto. En julio de 2017 tenía una población estimada de 430 542 habitantes.
Se encuentra ubicado al norte del país, en el delta del Nilo, a unos 90 kilómetros de El Cairo y a unos 120 kilómetros de Alejandría.